# Cucumber
För samhället Cucumber i West Virginia, USA, se McDowell County, West Virginia
Cucumber är en brittisk TV-serie som sändes 2015. Serien är skapad av Russell T Davies och började sändas den 22 januari på Channel 4. TV-serien skildrar främst den medelålders Henry Best (Vincent Franklin), efter en katastrofal utekväll med hans pojkvän sedan nio år tillbaka, Lance Sullivan (Cyril Nri). Henrys tidigare liv faller i bitar, och han påbörjar ett nytt liv fyllt av ovana situationer.